# Henry Halleck

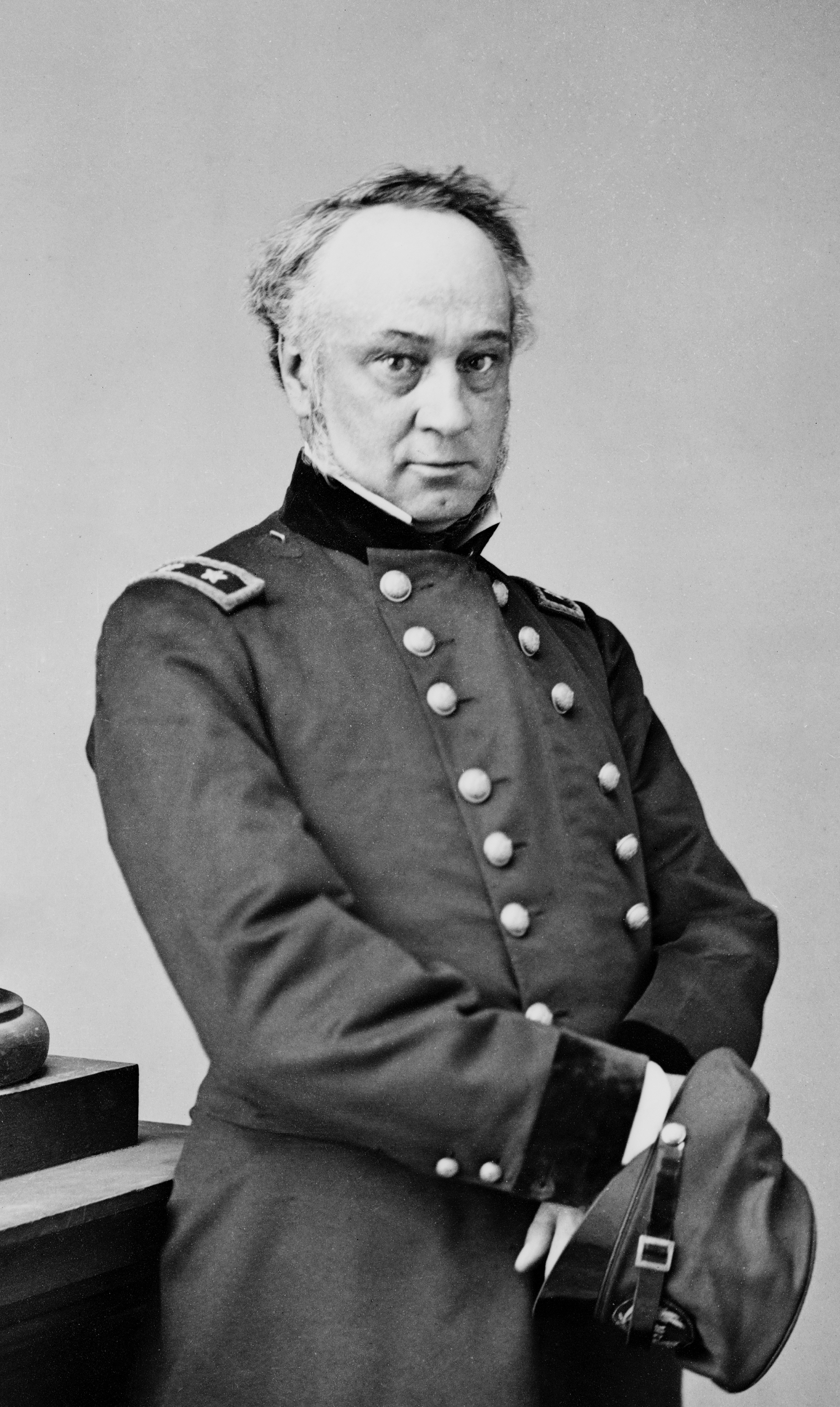
General Henry W. Halleck

Henry Wager Halleck (16 de enero de 1815 - 9 de enero de 1872) fue un oficial, erudito y abogado del Ejército de los Estados Unidos. Destacado experto en estudios militares, era conocido por un apodo que se convirtió en despectivo: "Sesos Viejos". Fue un participante importante en la admisión de California como estado y se convirtió en un exitoso abogado y promotor inmobiliario. Halleck sirvió como General en Jefe de todos los ejércitos de la Unión durante la guerra civil estadounidense.
A principios de la Guerra Civil, Halleck fue un comandante de alto rango del Ejército de la Unión en el Teatro Occidental. Comandó operaciones en el Teatro Occidental desde 1861 hasta 1862, tiempo durante el cual, mientras los ejércitos de la Unión en el este eran derrotados y retenidos, las tropas bajo el mando de Halleck obtuvieron muchas victorias importantes. Sin embargo, Halleck no estuvo presente en las batallas, y sus subordinados obtuvieron la mayor parte del reconocimiento. La única operación en la que Halleck ejerció el mando de campo fue el asedio de Corinth en la primavera de 1862, una victoria de la Unión que llevó a cabo con extrema cautela. Halleck también desarrolló rivalidades con muchos de sus generales subordinados, como Ulysses S. Grant y Don Carlos Buell. En julio de 1862, tras el fracaso de la Campaña Peninsular del general de división George B. McClellan en el Teatro del Este, Halleck fue ascendido a general en jefe de todos los ejércitos de Estados Unidos. Sirvió en este empleo durante aproximadamente un año y medio.
Halleck era un general cauteloso que creía firmemente en los preparativos minuciosos para la batalla y en el valor de las fortificaciones defensivas sobre la acción rápida y agresiva. Era un maestro de la administración, la logística y la política necesaria en la cúspide de la jerarquía militar, pero ejercía poco control efectivo sobre las operaciones de campo desde su puesto en Washington, D.C. Sus subordinados lo criticaban con frecuencia y a veces ignoraban sus instrucciones. El presidente Abraham Lincoln lo describió una vez como "poco más que un oficinista de primera clase".
En marzo de 1864, Grant fue ascendido a general en jefe, y Halleck fue relegado a jefe de personal. Sin la presión de tener que controlar los movimientos de los ejércitos, Halleck actuó de forma competente en esta tarea, asegurando que los ejércitos de la Unión estuvieran bien equipados.

## Primeros años
Halleck nació en una granja en Westernville, Condado de Oneida, Nueva York, tercer hijo de 14 de Joseph Halleck, un teniente que sirvió en la Guerra de 1812, y Catherine Wager Halleck. El joven Henry detestaba la idea de una vida agrícola y huyó de su casa a una edad temprana para ser criado por un tío, David Wager, de Utica. Asistió a la Academia Hudson y al Union College, entonces la Academia Militar de los Estados Unidos. Se convirtió en uno de los favoritos del teórico militar Dennis Hart Mahan y se le permitió dar clases cuando aún era cadete. Se graduó en 1839, tercero en su clase de 31 cadetes, como segundo teniente de ingenieros. Después de pasar unos años mejorando las defensas del puerto de Nueva York, escribió un informe para el Senado de los Estados Unidos sobre las defensas de la costa, Report on the Means of National Defence (Informe sobre los medios de la defensa nacional), el cual complació al general Winfield Scott, quien lo recompensó con un viaje a Europa en 1844 para estudiar las fortificaciones europeas y a la milicia francesa. Al regresar a casa como primer teniente, Halleck dio una serie de doce conferencias en el Instituto Lowell de Boston que fueron publicadas posteriormente en 1846 como Elementos de Arte y Ciencia Militar. Su obra, una de las primeras expresiones del profesionalismo militar estadounidense, fue bien recibida por sus colegas y fue considerada uno de los tratados tácticos definitivos utilizados por los oficiales en la próxima Guerra Civil. Sus actividades académicas le valieron el apodo (más tarde despectivo) de "Sesos Viejos".

### Actividad política en California

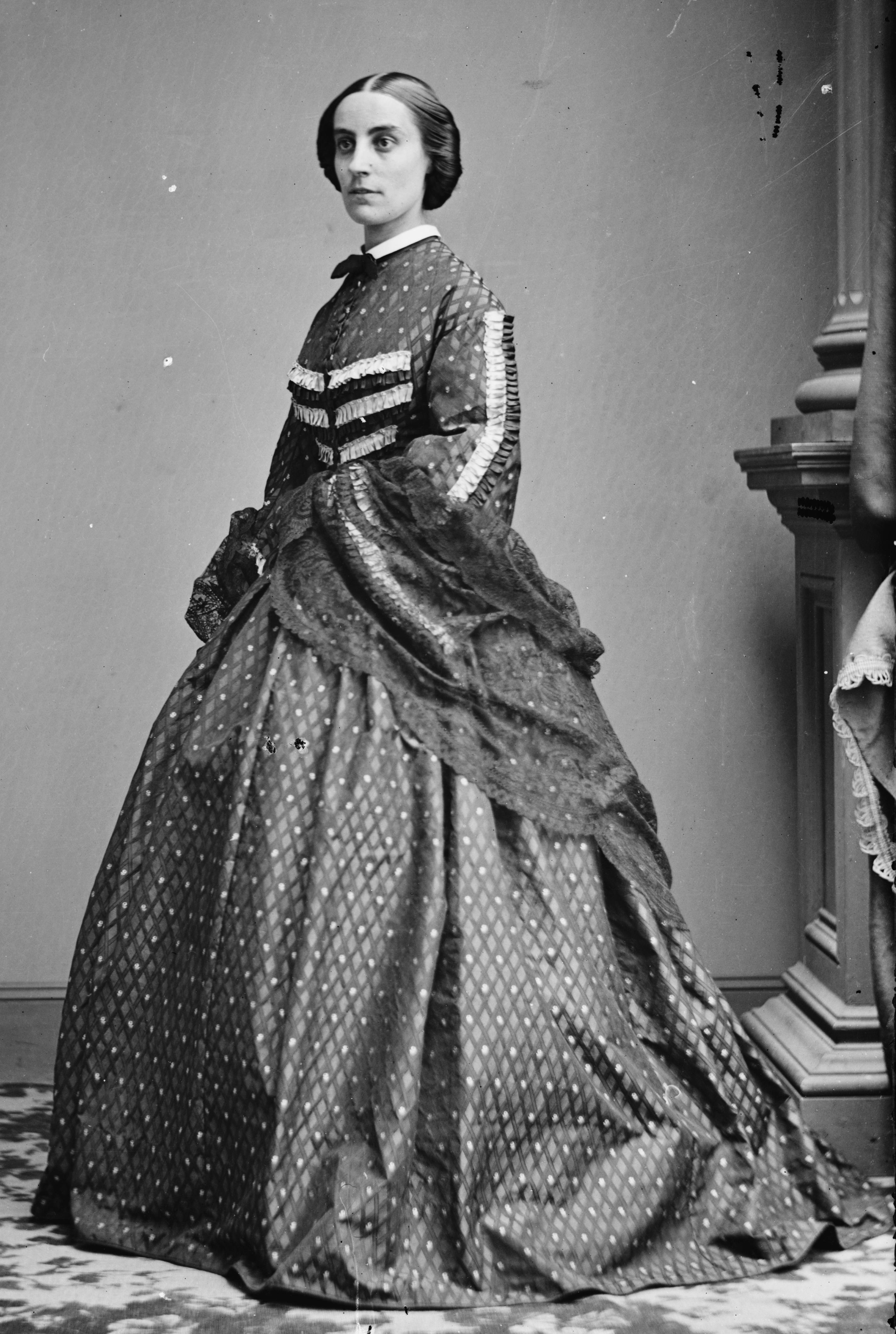
Elizabeth Hamilton

Durante la guerra entre México y Estados Unidos, Halleck fue asignado a California. Durante su viaje de siete meses en el transporte USS Lexington alrededor del Cabo de Hornos, asignado como ayudante de campo al Comodoro William Shubrick, tradujo Vie politique et militaire de Napoleón de Henri Jomini, lo que mejoró aún más su reputación de becario. Pasó varios meses en California construyendo fortificaciones, luego fue expuesto por primera vez al combate el 11 de noviembre de 1847, durante la captura de Shubrick del puerto de Mazatlán; el teniente Halleck sirvió como teniente gobernador de la ciudad ocupada. Fue ascendido a capitán en 1847 por su "valiente y meritorio servicio" en California y México (más tarde sería nombrado capitán del ejército regular el 1 de julio de 1853). Fue transferido al norte para servir bajo el mando del general Bennet Riley, gobernador general del Territorio de California. Halleck pronto fue nombrado secretario de Estado Militar, cargo que lo convirtió en el representante del gobernador en la convención de 1849 en Monterrey, donde se redactó la constitución del estado de California. Halleck se convirtió en uno de los principales autores de este documento. El Museo Militar del Estado de California escribe que Halleck "estaba [en la convención] y en último término su cerebro porque había pensado más en el tema que cualquier otro, y el General Riley le había instruido que ayudara a diseñar la nueva constitución". Fue nominado durante la convención para ser uno de los dos hombres que representarán al nuevo estado en el Senado de los Estados Unidos, pero solo recibió los votos suficientes para el tercer lugar. Durante sus actividades políticas, encontró tiempo para unirse a un bufete de abogados en San Francisco, Halleck, Peachy & Billings, en el que tuvo tanto éxito que renunció a su cargo en el ejército en 1854. Al año siguiente, se casó con Elizabeth Hamilton, nieta de Alexander Hamilton y hermana del general Schuyler Hamilton. Su único hijo, Henry Wager Halleck, Jr. nació en 1856 y murió en 1882.

### Hombre de negocios
Halleck se convirtió en un hombre rico como abogado y especulador de tierras, y un notable coleccionista de "Californiana". Obtuvo miles de páginas de documentos oficiales sobre las misiones españolas y la colonización de California, que fueron copiados y ahora son mantenidos por la Biblioteca Bancroft de la Universidad de California, ya que los originales fueron destruidos en el terremoto y el incendio de San Francisco de 1906. Construyó el Montgomery Block, el primer edificio a prueba de fuego de San Francisco, hogar de abogados, hombres de negocios y, más tarde, de los escritores y periódicos bohemios de la ciudad. Fue director de la Compañía Almaden Quicksilver (mercurio) en San José, presidente de los Ferrocarriles Atlántico y Pacífico, constructor en Monterrey, y propietario del Rancho Nicasio de 30.000 acres (120 km²) en el Condado de Marín, California. Pero siguió involucrado en asuntos militares y a principios de 1861 era un mayor general de la Milicia de California.

## Guerra Civil

### Teatro del Oeste

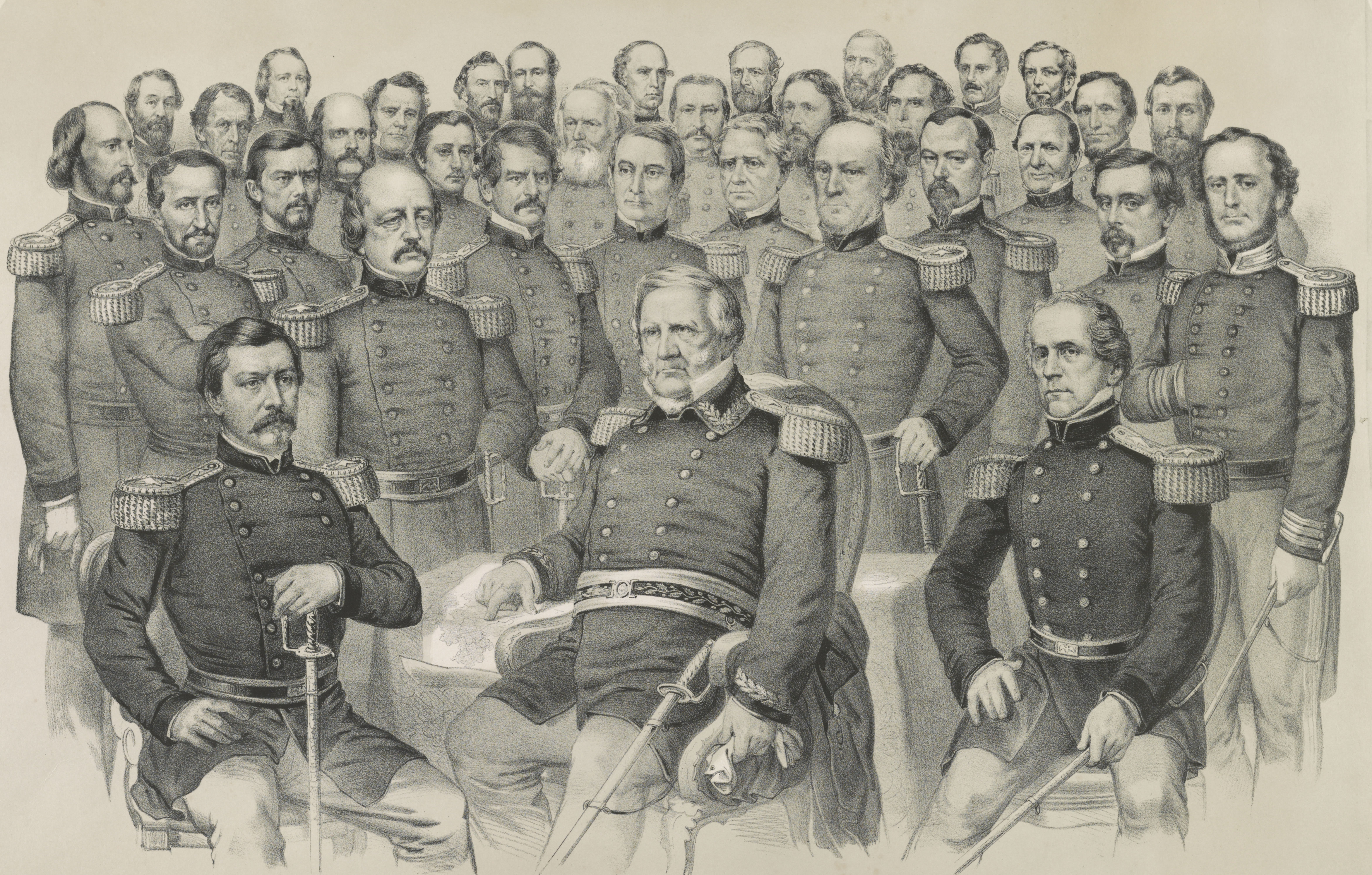
Gen. Halleck entre Los campeones de la Unión, Litografía por Currier & Ives, 1861

Cuando comenzó la Guerra Civil, Halleck era nominalmente demócrata y simpatizaba con el Sur, pero tenía una fuerte creencia en el valor de la Unión. Su reputación como erudito militar y una recomendación urgente de Winfield Scott le valió el rango de mayor general en el ejército regular, a partir del 19 de agosto de 1861, convirtiéndolo en el cuarto general de mayor rango (después del propio Scott, George B. McClellan y John C. Frémont). Se le asignó el comando del Departamento de Missouri, reemplazando a Frémont en San Luis el 9 de noviembre, y su talento para la administración resolvió rápidamente el caos de fraude y desorden dejado por su predecesor Se puso a trabajar en los "objetivos simultáneos de expandir su mando y asegurarse de que no se le echara la culpa de nada". La historiadora Kendall Gott describió a Halleck como comandante de departamento:
Aunque tenía credenciales impresionantes, Henry Halleck no era un hombre fácil para trabajar. La naturaleza de su trabajo y su personalidad a menudo provocaba antagonismo, odio y desprecio. Los puntos fuertes de Halleck eran la organización, la coordinación, la planificación y la gestión. También podía aconsejar y sugerir, y a veces ordenaba a sus subordinados dónde y cuándo hacer un movimiento, pero nunca se sentía cómodo haciéndolo él mismo. Halleck rara vez trabajaba abiertamente, y como comandante de departamento, siempre estaba en el cuartel general, separado y distante de los hombres. Sus decisiones no fueron el resultado de juicios bruscos ni de discusiones amistosas, sino de un pensamiento calculado. También era propenso al odio violento y nunca cultivó relaciones estrechas. En general, no generó amor, confianza ni respeto.

- Kendall D. Gott, Where the South Lost the War
Halleck estableció una relación incómoda con el hombre que se convertiría en su más exitoso subordinado y futuro comandante, el general de brigada Ulysses S. Grant. El agresivo Grant acababa de completar la menor, pero sangrienta, batalla de Belmont y tenía ambiciosos planes para operaciones anfibias en los ríos Tennessee y Cumberland. Halleck, por naturaleza un general cauteloso, pero también juzgando que la reputación de Grant por alcoholismo en el período de preguerra lo hizo poco confiable, rechazó sus planes. Sin embargo, bajo la presión del presidente Lincoln para tomar medidas ofensivas, Halleck reconsideró y Grant llevó a cabo operaciones con fuerzas navales y terrestres contra los Fuertes Henry y Donelson en febrero de 1862, capturando a ambos, junto con 14.000 confederados.
Grant había conseguido la primera victoria importante de la Unión en la guerra. Halleck obtuvo un ascenso para él a mayor general de voluntarios, junto con algunos otros generales en su departamento, y usó la victoria como una oportunidad para solicitar el mando general en el Teatro del Oeste, el cual compartía actualmente con el mayor general Don Carlos Buell, pero que no le fue concedido. Alivió brevemente a Grant del mando de campo de una expedición recién ordenada por el río Tennessee después de que Grant se reunió con Buell en Nashville, citando rumores de un alcoholismo renovado, pero pronto restauró a Grant al mando de campo (la presión de Lincoln y del Departamento de Guerra pudo haber sido un factor en este cambio de rumbo).
Explicando el restablecimiento de Grant, Halleck lo describió como su esfuerzo por corregir una injusticia, no revelando a Grant que la injusticia se había originado en él. Cuando Grant le escribió a Halleck sugiriéndole "Debo tener enemigos entre tú y yo", Halleck contestó: "Estás equivocado". No hay ningún enemigo entre tú y yo".
El departamento de Halleck tuvo un buen desempeño a principios de 1862, expulsando a los confederados del estado de Misuri y avanzando hacia Arkansas. Tenían todo el oeste de Tennessee y la mitad del centro de Tennessee. Grant, que aún no era consciente de las maniobras políticas a sus espaldas, consideraba a Halleck como "uno de los hombres más grandes de la época" y el general de división William T. Sherman lo describió como el "genio director" de los acontecimientos que habían dado a la causa de la Unión un "tremendo impulso" en los meses anteriores. Este desempeño puede atribuirse a la estrategia de Halleck, a sus habilidades administrativas y al buen manejo de los recursos, y a la excelente ejecución de sus subordinados: Grant, el mayor general Samuel R. Curtis en Pea Ridge, y el mayor general John Pope en la Isla Número 10. Los historiadores militares no están de acuerdo sobre el papel personal de Halleck en proporcionar estas victorias. Algunos le ofrecen el crédito basado en su dominio general del departamento; otros, particularmente aquellos que ven su carrera a través del lente de eventos posteriores, creen que sus subordinados fueron el factor principal.
El 11 de marzo de 1862, el comando de Halleck se amplió para incluir a Ohio y Kansas, junto con el ejército de Buell de Ohio, y fue rebautizado como el Departamento del Misisipi. El ejército de Grant del Tennessee fue atacado el 6 de abril en Pittsburg Landing, Tennessee, en la batalla de Shiloh. Con refuerzos de Buell, el 7 de abril Grant logró repeler al ejército confederado bajo los generales Albert Sidney Johnston y P.G.T. Beauregard, pero a un alto costo en bajas. De acuerdo con un plan anterior, Halleck llegó por primera vez para tomar el mando personal de su inmenso ejército en el campo. Grant estaba bajo ataque público por la matanza en Shiloh, por lo que Halleck reemplazó a Grant como comandante de ala y lo asignó entonces a él para que sirviera como segundo al mando de toda la fuerza de 100.000 hombres, un trabajo del cual Grant se quejó de que era una censura y similar a un arresto. Halleck procedió a realizar operaciones contra el ejército de Beauregard en Corinth, Misisipi, llamado el sitio de Corinth porque el ejército de Halleck, el doble del tamaño del de Beauregard, se movía con tanta cautela y se detenía a diario para erigir elaboradas fortificaciones de campo; Beauregard finalmente abandonó Corinth sin luchar.

### General en jefe

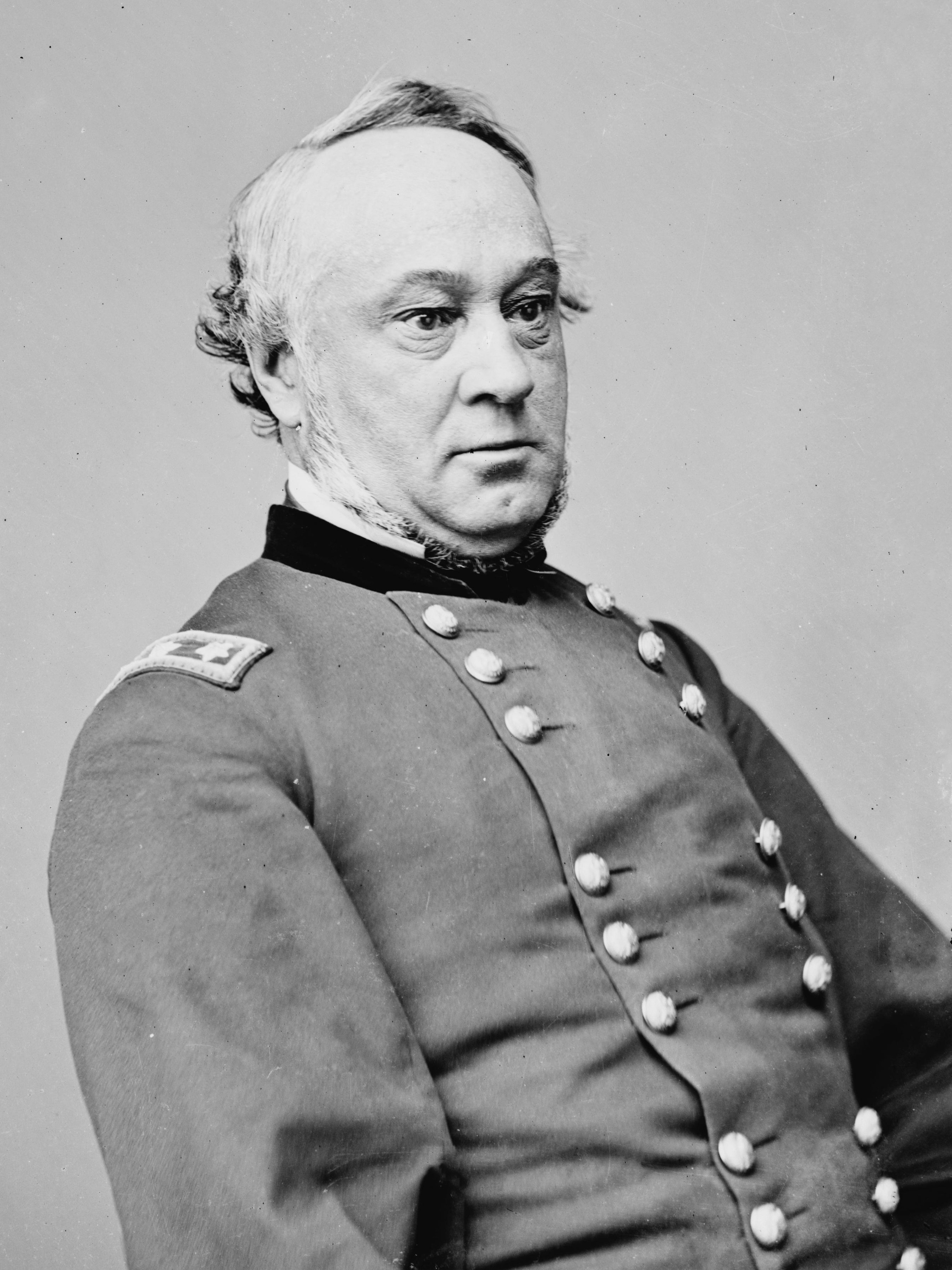
El general Halleck como comandante en jefe

Tras el fracaso de la Campaña de la Península en Virginia, el presidente Lincoln convocó a Halleck al Este para convertirse en general en jefe de todos los ejércitos de la Unión, a partir del 23 de julio de 1862. Lincoln esperaba que Halleck pudiera empujar a sus generales subordinados a tomar acciones más coordinadas y agresivas en todos los teatros de guerra, pero rápidamente se sintió decepcionado, y se le citó diciendo que lo consideraba como "poco más que un oficinista de primera clase". Grant reemplazó a Halleck al mando de la mayoría de las fuerzas en el Oeste, pero el ejército de Buell en Ohio fue separado y Buell se reportó directamente a Halleck, como un colega de Grant. Halleck comenzó a transferir divisiones de Grant a Buell; en septiembre, cuatro divisiones se habían trasladado, dejando a Grant con 46.000 hombres.
En Washington, Halleck continuó sobresaliendo en asuntos administrativos y facilitó el entrenamiento, equipamiento y despliegue de miles de soldados de la Unión en vastas áreas. Sin embargo, no tuvo éxito como comandante de los ejércitos de campo o como gran estratega. Su fría y abrasiva personalidad alienó a sus subordinados; un observador lo describió como un "búho frío y calculador". El historiador Steven E. Woodworth escribió: "Debajo de la pesada cúpula de su alta frente, el General miraba con los ojos fijos a quienes le hablaban, reflexionando mucho antes de responder y frotando simultáneamente ambos codos todo el tiempo, llevando a un observador a bromear diciendo que "la gran inteligencia que se decía que poseía debe estar ubicada en sus codos". Esta disposición también lo hizo impopular entre la prensa de la Unión, que lo criticó con frecuencia.
Halleck, más un burócrata que un soldado, fue capaz de imponer poca disciplina o dirección a sus comandantes de campo. Personalidades fuertes como George B. McClellan, John Pope y Ambrose Burnside ignoraban rutinariamente sus consejos e instrucciones. Un ejemplo elocuente de su falta de control fue durante la Campaña del Norte de Virginia de 1862, cuando Halleck fue incapaz de motivar a McClellan para reforzar a Pope de manera oportuna, contribuyendo a la derrota de la Unión en la Segunda Batalla de Bull Run. Fue a partir de este incidente que Halleck cayó en desgracia. Abraham Lincoln dijo que le había dado a Halleck todo el poder y la responsabilidad como general en jefe. "Lo dirigió sobre esa base hasta la derrota de Pope; pero desde entonces no ha asumido su responsabilidad cada vez que ha sido posible".

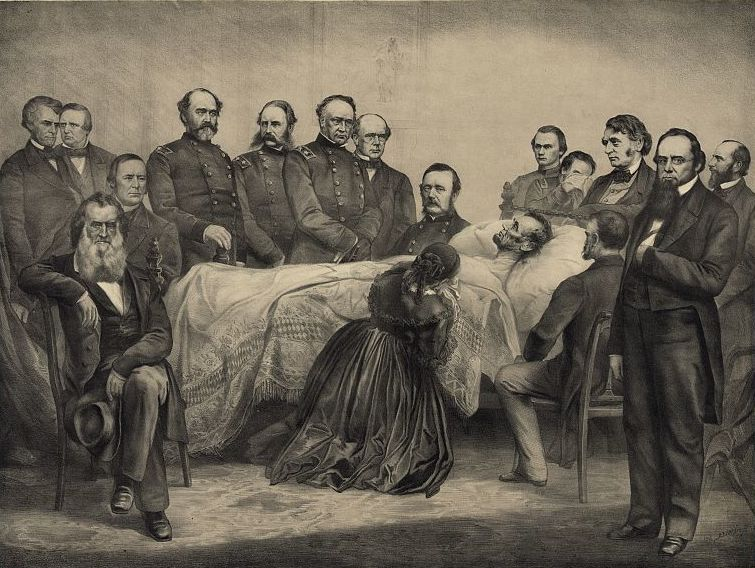
Halleck estuvo entre los presentes en la agonía y muerte de Abraham Lincoln

En defensa de Halleck, sus comandantes subordinados en el teatro del Este, a quienes no seleccionó, se mostraron reacios a actuar contra el General Robert E. Lee y el Ejército del Norte de Virginia. Muchos de sus generales en Occidente, aparte de Grant, también carecían de agresividad. Y a pesar de la promesa de Lincoln de darle al general en jefe el control total, tanto él como el secretario de Guerra Edwin M. Stanton administraron muchos aspectos de la estrategia militar de la nación. Halleck escribió a Sherman: "Yo soy simplemente un consejero militar del secretario de Guerra y del presidente, y debo obedecer y llevar a cabo lo que ellos decidan, ya sea que yo esté de acuerdo o no con sus decisiones. Como buen soldado, obedezco las órdenes de mis superiores. Si no estoy de acuerdo con ellos, lo digo, pero cuando ellos deciden, es mi deber cumplir fielmente su decisión".

### Jefe de personal
El 12 de marzo de 1864, después de que Ulysses S. Grant, ex subalterno de Halleck en el oeste, fue ascendido a teniente general y general en jefe, Halleck fue relegado a jefe de personal, responsable de la administración de los vastos ejércitos de Estados Unidos. Grant y el Departamento de Guerra tuvieron especial cuidado en tratar con tacto a Halleck. Sus órdenes decían que Halleck había sido relevado como general en jefe "a petición suya".
Ahora que había un general agresivo en el campo, las capacidades administrativas de Halleck complementaron bien a Grant y trabajaron bien juntos. A lo largo de la ardua campaña Overland y de la campaña Richmond-Petersburg de 1864, Halleck se aseguró de que Grant recibiera el suministro, el equipamiento y el refuerzo adecuados a una escala que desgastó a los confederados. Estuvo de acuerdo con Grant y Sherman en la implementación de una dura guerra hacia la economía del Sur y respaldó tanto la Marcha de Sherman hacia el mar como la destrucción del Valle de Shenandoah por parte del General de División Philip Sheridan. Sin embargo, la campaña del Río Rojo de 1864, un intento condenado de ocupar el este de Texas, había sido defendida por Halleck, por encima de las objeciones de Nathaniel P. Banks, quien comandó la operación. Cuando la campaña fracasó, Halleck afirmó que había sido idea de Banks en primer lugar, no suya - un ejemplo del hábito de Halleck de desviar la culpa.
Sin embargo, a sus contribuciones a la teoría militar se atribuye el desarrollo de un nuevo espíritu de profesionalismo en el ejército.

## Carrera Postguerra

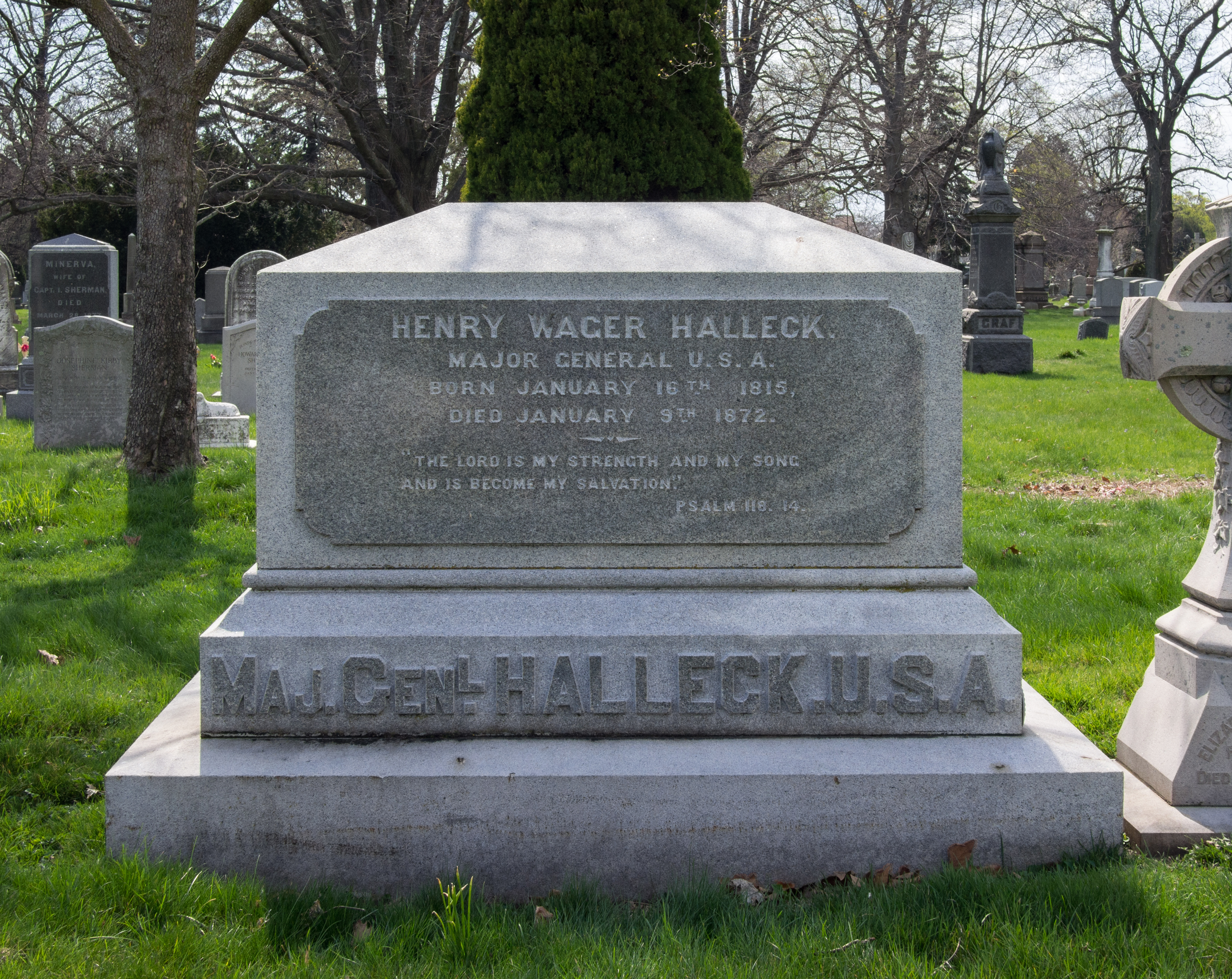
Tumba de Halleck en el cementerio Green-Wood, Nueva York.

Después de que Grant forzó la rendición de Lee en el Palacio de Justicia de Appomattox, Halleck fue asignado a comandar la División Militar del James, con sede en Richmond. Estuvo presente en la muerte de Lincoln y fue un portador de palmas durante su funeral. Perdió su amistad con el general William T. Sherman cuando se peleó con él por la tendencia de Sherman a ser indulgente con los antiguos confederados. En agosto de 1865 fue transferido a la División del Pacífico en California, esencialmente un exilio militar. Mientras ejercía este mando acompañó al fotógrafo Eadweard Muybridge a la recién comprada América rusa. A él y al senador Charles Sumner se les atribuye el haber aplicado el nombre de "Alaska" a esa región. En marzo de 1869, fue asignado a la División Militar del Sur, cuyo cuartel general estaba en Louisville, Kentucky.
Henry Halleck murió en su puesto en Louisville. Está enterrado en el Cementerio Green-Wood, en lo que entonces era Brooklyn, Nueva York, y es conmemorado por una calle que lleva su nombre en San Francisco y una estatua en el Parque Golden Gate. No dejó memorias para la posteridad y aparentemente destruyó su correspondencia privada y sus memorias. Su patrimonio a su muerte tenía un valor neto de $474,773.16 ($9,929,353.12 en dólares de 2018). Su viuda, Elizabeth, se casó con el coronel George Washington Cullum en 1875. Cullum había servido como jefe de personal de Halleck en el Teatro Occidental y luego en su personal en Washington.